# Терсун

Сучасний поділ району Баль-д'Аран на терсуни

Терсу́н (окс. terçon, кат. тарсо́, terçó, ісп. terçon) - традиційна адміністративна одиниця другого рівня (муніципалітет - терсун - район (кумарка) Баль-д'Аран - Провінція Льєйда / Баґарія Ал-Пірінеу і Баль-д'Аран - Каталонія) у районі (кумарці) Баль-д'Аран у Каталонії. Терсун включає в окремих випадках частину муніципалітету та може об'єднувати до 4 муніципалітетів.
У різні часи у районі Баль-д'Аран існувало від 3 до 6 терсунів. До 1834 р., коли під час централізації Іспанії було введено поділ країни на провінції, існувало 3 терсуна, які у свою чергу ділилися кожен на два під-терсуни (окс. sesterçon) : 
1. Ґаро́с (окс. Garòs) з під-терсунами Арті́ес (або Арті́ес-е-Ґаро́с, окс. Arties, Arties e Garòs) та Пужо́лу (окс. Pujòlo).
 
2. Б'є́льо (окс. Vielha) з під-терсунами Маркату́зо (окс. Marcatosa) та Кастьє́ру (або Б'єльо, окс. Castièro, Vielha).

3. Бусо́с (окс. Bossòst) з під-терсунами Ірі́со (або Лаірі́со, окс. Irissa, Lairissa) та Куа́те-Локс (окс. Quate Lòcs).
Відповідно до закону 16/1990 Жанаралітату Каталонії від 13 липня 1990 р. поділ на терсуни було відновлено. Наразі існує 6 терсун, які відповідають історичним під-терсунам. Сучасні терсуни є виборчими округами, у кожному з них обирається від 1 до 4 радників до Генеральної ради Арану (окс. Conselh Generau d'Aran).
Сучасні терсуни об'єднують такі муніципалітети :
1. Артіес-е-Ґарос (окс. Arties e Garòs), включає частину муніципалітету Нау-Аран, зокрема міські райони (раніше окремі селища та хутори) Артіес (окс. Arties) та Ґарос (окс. Garòs); до Генеральної ради Арану обирається 1 радник;

2. Ірісо (окс. Irissa), включає муніципалітети Біламос, Аррес та Ес-Бордес; до Генеральної ради Арану обирається 1 радник;

3. Кастьєру (окс. Castièro), включає частину муніципалітету Б'єльо-е-Міжаран, зокрема міські райони (раніше окремі селища та хутори) Ескуньяу (окс. Escunhau), Казаріль (окс. Casarilh), Бетрен (окс. Betren), Б'єльо (окс. Viella), Ґаузак (окс. Gausac), Казау (окс. Casau); до Генеральної ради Арану обираються 4 радники;

4. Куате-Локс (окс. Quate Lòcs), включає муніципалітети Бусос, Лес, Канежан, Баузен; до Генеральної ради Арану обираються 3 радники;

5. Маркатузо (окс. Marcatosa), включає частину муніципалітету Б'єльо-е-Міжаран, зокрема міські райони (раніше окремі селища та хутори) Білас (окс. Vilac), Аубер (окс. Aubèrt), Беллан (окс. Betlan), Мон (окс. Mont), Монкурбау (окс. Montcorbau), Аррос (окс. Arròs) та Біло (окс. Vila); до Генеральної ради Арану обирається 1 радник;

6. Пужолу (окс. Pujòlo), включає частину муніципалітету Нау-Аран, зокрема міські райони (раніше окремі селища та хутори) Тредос (окс. Tredòs), Бажерґе (окс. Bagergue), Саларду (окс. Salardú), Унья (окс. Unha) та Жесо (окс. Gessa); до Генеральної ради Арану обираються 2 радники.